# Всероссийский нефтяной научно-исследовательский геологоразведочный институт
Всероссийский нефтяной научно-исследовательский геологоразведочный институт (ВНИГРИ) — научно-исследовательский институт в Санкт-Петербурге, занимается вопросами обеспечения поисков и разведки нефти и газа. Создан как Нефтяной геологоразведочный институт (НГРИ) в Ленинграде в конце 1929 года при реорганизации нефтяной секции Геологического комитета.
На базе ВНИГРИ и его региональных филиалов была создана целая сеть научно-исследовательских организаций в СССР и России. С 2016 входит в Росгеология.

## История
В составе созданной к 1917 году Нефтяной секции Геологического комитета работали опытные геологи : М. В. Абрамович, А. Д. Архангельский, Д. В. Голубятников, И. М. Губкин, К. П. Калицкий, С. И. Миронов, В. В. Тихонович, и начинающие тогда работу: Б. А. Алферов, И. О. Брод, Н. Б. Вассоевич, В. В. Вебер, В. А. Гедройц, Л. А. Гречишкин, С. И. Ильин, Н. А. Кудрявцев, В. Б. Порфирьев, Н. Ю. Успенская.

### НГРИ
Нефтяной геологоразведочный институт (НГРИ) создан в 1929 году (Постановление ВСНХ СССР от 21.10.29 г. № 92) на базе нефтяной секции Геологического комитета, после его роспуска.
Основное предназначение — обеспечение научного сопровождения геологоразведочных работ на нефть и газ в системе народного хозяйства СССР., прогноз нефтегазоносности, методическое и информационное обеспечение государственных органов управления отраслью.
В 1930 году был передан в трест Союзнефть. В тематике института появляются специальные нефтегеологические работы и теоретические исследования.
С 1941 года — институт расширил действующий фонд эксплуатационных скважин, проводит разработки рациональных методов поисков и разведки месторождений, повышения эффективности разведочных и буровых работ.
Во время войны и в эвакуации с февраля 1943 по октябрь 1945 года, ВНИГРИ был объединён с ВНИИ.

### ВНИГРИ
С 1945 года — увеличение объёма исследовательских работ, обоснование новых научных направлений в нефтегеологических исследованиях, а также усиление научно-технической базы института и его финансовых возможностей.
Предоставление институту нового здания (Литейный, 39) и помещения для лабораторий и подсобных мастерских (Васильевский остров, Тучков переулок, 2).
Создание региональных отделений:
- 1948 — Сахалинское отделение
- 1949 — Московский филиал (преобразованный в 1953 году во ВНИГНИ)
- 1950 — Сибирский филиал
- 1952 — Украинский филиал во Львове (с 1957 — УкрНИГРИ)
- Отделение в Таджикистане
- 1980 — Тимано-Печорское отделение ВНИГРИ (Ухта).

С 1985 года — при переходе к новой системе недропользования с появлением частных компаний, приходу иностранных инвесторов, запускаются новые механизмы взаимодействия государства и бизнеса, вводится новая система лицензирования для нефтедобывающих предприятий, для которых требуется оперативная подготовка научных обоснований.
С 2009 года — исследования связаны с комплексным геологическим анализом при проведении региональных геологоразведочных работ с целью создания нефтегазогеологических моделей малоизученных районов, совершенствование методов количественной и геолого-экономической оценки разномасштабных нефтегазоносных объектов, методов оценки эффективности геологоразведочных работ, локализованных ресурсов и оценки потенциала зон нефтегазонакопления, развитию геохимического прогноза и моделированию нефтегазовых систем, поиске подходов к оценке скоплений УВ в низкопроницаемых коллекторах (сланцах) и т. д.
В 2011—2016 годах ВНИГРИ находился в ведомственном подчинении Федерального агентства по недропользованию (Роснедра) Министерства природных ресурсов и экологии Российской Федерации и Российской Академии Наук РАН. Основные направления исследований — геологическое и информационное обеспечение геологоразведочных работ на нефть и газа в двух регионах ответственности — северо-западном и дальневосточном. Фундаментальные исследования — геохимия и нефтегазообразование, нетрадиционные ресурсы и нетрадиционные (низкопроницаемые) коллекторы. Прикладные направления — количественная и геолого-экономическая оценка ресурсов нефти и газа, петрофизическое моделирование, палеонтологические и биостраграфические исследования. Центр подготовки кадров высшей квалификации -
В 2016 году ВНИГРИ был акционирован и в 2017 году передан в холдинг АО «Росгеология». При смене ведомственного подчинения, по сути, перепрофилирован из научно-исследовательского в сугубо сервисное и проектное предприятие.
С 2017 года — прикладные исследования в области разработки геологических (сейсмогеологических и петрофизических моделей), биостратиграфическое и литологическое сопровождение бурения скважин, проекты поисковых и разведочных работ, подсчёт запасов, количественная оценка ресурсов нефти и газа, литогазогеохимические исследования. Теоретические исследования — геохимия и оценка потенциала высокобитуминозных сланцевых толщ, оценка потенциала низкоёмких коллекторов, условия нефтегазообразования в краевых частях осадочных бассейнов, сложные нефтегазовые системы.
В состав института входило:
- 10 научных отделов, включающих 12 лабораторий
- Информационно-аналитический центр
- Музей нефтяной геологии и палеонтологии
- Архив ВНИГРИ
- Отраслевой научно-экспериментальный аналитический центр комплексных нефтегазогеологических и геоэкологических исследований «Петрово» (дер. Алапурская Ленинградская обл.).

## Названия института и сотрудники
Официальные названия:
- 1929 — Нефтяной отдел Главного геологического управления (ГГУ) ВСНХ СССР[6]
- 1929 — Геологоразведочный институт по нефти[7]
- 1929 — Нефтяной геологоразведочный институт (НГРИ)
- 1945 — Всесоюзный нефтяной научно-исследовательский геологоразведочный институт (ВНИГРИ)[8]
- 1991 — Всероссийский нефтяной научно-исследовательский геологоразведочный институт (ВНИГРИ).

## Руководство
- Заведующий Нефтяной секцией Геологического комитета — Калицкий, Казимир Петрович

Директора по году назначения:
- 1929 — Миронов, Степан Ильич (21.10.1929 — 4.12.1930)
- 1930 — Б. А. Алферов и З. Л. Маймин и другие [уточнить]
- 1938 — Клубов, Александр Алексеевич
- 1941 — Алексеев, Фёдор Алексеевич
- 1945 — Двали, Михаил Фёдорович
- 1947 — П. К. Иванчук, С. Н. Симаков, К. К. Макаров, М. Д. Белонин[уточнить]
- — [уточнить]
- 1986 — Белонин, Михаил Даниилович
- 2006 — [уточнить]
- 2009 — О. М. Прищепа [уточнить]

Известные сотрудники:
- Успенский, Владимир Алексеевич — геохимик
- Вассоевич, Николай Брониславович — геохимик (органическая гипотеза происхождения нефти)
- Наливкин, Василий Дмитриевич — геолог, изучал условия формирования месторождений нефти и газа
- Порфирьев, Владимир Борисович — один из разработчиков теории аккумуляции и миграции нефти (неорганическая гипотеза происхождения нефти)
- Карамышева, Галина Дмитриевна — геоморфолог, исследователь россыпей благородных металлов
- Логачёв, Александр Андреевич — геофизик
- Смехов, Евсей Максимович — учёный нефтяник, заместитель директора ВНИГРИ
- Фредерикс, Георгий Николаевич — геолог и палеонтолог
- Якуцени, Вера Прокофьевна — геолог, основоположник изучения нетрадиционных источников углеводородов, изучения гелиеносности.
- Линдтроп, Норберт Теодорович — геолог-нефтяник
- Белонин, Михаил Даниилович — геолог, директор института (1986—2006)
- Кудрявцев, Николай Александрович — геолог, нефтехимик, развивал гипотезу абиогенного происхождения нефти.
- Неручев, Сергей Германович — геохимик, автор балансового метода, предложил способ количественной оценки миграции нефти и газа
- Храмов, Алексей Никитич — заведующий отделом палеомагнитных реконструкций.

## Издания института
- 1930 — Труды НГРИ
- Труды ВНИНРИ
- 2007 — электронный журнал «Нефтегазовая геология. Теория и практика», на сайте ngtp.ru.